# Euphorbia arceuthobioides
Euphorbia arceuthobioides es una especie de fanerógama perteneciente a la familia Euphorbiaceae. Es endémica de Sudáfrica.

## Descripción
Es un arbusto perennifolio con tallos suculentos e inflorescencias sésiles. Alcanzan un tamaño de 0,1 a 0,45 m de altura. Suculento sin hojas y sin espinas, unisexual; las ramas principales de 3-4 pares, opuestos, a menudo de forma variable curvada, cilíndrico, hojas rudimentarias, opuestas, sésiles o subsésiles. Las inflorescencias en cimas, una o dos veces bifurcada, con brácteas más cortas que el involucro; semillas ovoides, subobtusas en el ápice, truncadas en la base, rugosas.

## Taxonomía
Euphorbia arceuthobioides fue descrito por Pierre Edmond Boissier y publicado en Centuria Euphorbiarum 20. 1860.
Etimología
Euphorbia: nombre genérico que deriva del médico griego del rey Juba II de Mauritania (52 a 50 a. C. - 23), Euphorbus, en su honor – o en alusión a su gran vientre – ya que usaba médicamente Euphorbia resinifera. En 1753 Carlos Linneo asignó el nombre a todo el género.
arceuthobioides: epíteto
sinonimia
- Arthrothamnus scopiformis Klotzsch & Garcke
- Euphorbia scopiformis (Klotzsch & Garcke) Boiss.
- Euphorbia serpiformis Boiss.
- Tirucallia arceuthobioides (Boiss.) P.V.Heath[5][6][7]